# Scomberomorus multiradiatus
Pour les articles homonymes, voir Scomberomorus et Thazard.
Espèce
Statut de conservation UICN

 LC  : Préoccupation mineure
Scomberomorus multiradiatus, communément appelé en français par la FAO  Thazard Papou est un poisson de mer de la famille des Scombridae.

## Répartition
Scomberomorus multiradiatus se rencontre dans les eaux du golfe de Papouasie en Nouvelle-Guinée hors du fleuve Fly, mais d'après les enregistrements, il peut également se répandre jusqu'à la mer de Timor. Cette espèce vit jusqu'à 50 m de profondeur.

## Description
La taille maximale connue pour Scomberomorus multiradiatus est de 35 cm et un poids maximal de 0,5 kg.